# 2012年アメリカ合衆国大統領共和党予備選挙

各州の選出結果
（2012年4月4日時点）
ロムニー（23）
サントラム（9）
ギングリッチ（2）
ポール（0）

2012年アメリカ合衆国大統領共和党予備選挙（2012ねんアメリカがっしゅうこくだいとうりょう きょうわとうよびせんきょ、Republican Party presidential primaries, 2012）は、2012年アメリカ合衆国大統領選挙に向けて、共和党の大統領及び副大統領指名候補を選出する手続のこと。

## 候補
|                          |              |                        |                    |                |                            |                      |
| ミット・ロムニー         | ロン・ポール | ニュート・ギングリッチ | リック・サントラム | リック・ペリー | ジョン・ミード・ハンツマン | ミシェル・バックマン |
| 65歳                     | 76歳         | 68歳                   | 53歳               | 62歳           | 52歳                       | 55歳                 |
| マサチューセッツ州       | テキサス州   | ジョージア州           | ペンシルベニア州   | テキサス州     | ユタ州                     | ミネソタ州           |
| 前マサチューセッツ州知事 | 下院議員     | 元下院議長             | 元上院議員         | テキサス州知事 | 前ユタ州知事               | 下院議員             |
|                          |              | 5月2日撤退             | 4月10日撤退        | 1月19日撤退    | 1月16日撤退                | 1月4日撤退           |

## 予備選・党員集会
| 日付         | 州                       | 種別     | 代議員数 | 一位         | 二位         | 三位         |
| ------------ | ------------------------ | -------- | -------- | ------------ | ------------ | ------------ |
| 1月3日       | アイオワ州               | 党員集会 | 28       | サントラム   | ロムニー     | ポール       |
| 1月10日      | ニューハンプシャー州     | 予備選   | 12       | ロムニー     | ポール       | ハンツマン   |
| 1月21日      | サウスカロライナ州       | 予備選   | 25       | ギングリッチ | ロムニー     | サントラム   |
| 1月31日      | フロリダ州               | 予備選   | 50       | ロムニー     | ギングリッチ | サントラム   |
| 2月4日       | ネバダ州                 | 党員集会 | 28       | ロムニー     | ギングリッチ | ポール       |
| 2月7日       | コロラド州               | 党員集会 | 36       | サントラム   | ロムニー     | ギングリッチ |
| 2月7日       | ミネソタ州               | 党員集会 | 40       | サントラム   | ポール       | ロムニー     |
| 2月4日-11日  | メイン州                 | 党員集会 | 24       | ロムニー     | ポール       | サントラム   |
| 2月28日      | アリゾナ州               | 予備選   | 29       | ロムニー     | サントラム   | ギングリッチ |
| 2月28日      | ミシガン州               | 予備選   | 30       | ロムニー     | サントラム   | ポール       |
| 2月11日-29日 | ワイオミング州           | 党員集会 | 29       | ロムニー     | サントラム   | ポール       |
| 3月3日       | ワシントン州             | 党員集会 | 43       | ロムニー     | ポール       | サントラム   |
| 3月6日       | アラスカ州               | 党員集会 | 27       | ロムニー     | サントラム   | ポール       |
| 3月6日       | ジョージア州             | 予備選   | 76       | ギングリッチ | ロムニー     | サントラム   |
| 3月6日       | アイダホ州               | 党員集会 | 32       | ロムニー     | サントラム   | ポール       |
| 3月6日       | マサチューセッツ州       | 予備選   | 41       | ロムニー     | サントラム   | ポール       |
| 3月6日       | ノースダコタ州           | 党員集会 | 28       | サントラム   | ポール       | ロムニー     |
| 3月6日       | オハイオ州               | 予備選   | 66       | ロムニー     | サントラム   | ギングリッチ |
| 3月6日       | オクラホマ州             | 予備選   | 43       | サントラム   | ロムニー     | ギングリッチ |
| 3月6日       | テネシー州               | 予備選   | 58       | サントラム   | ロムニー     | ギングリッチ |
| 3月6日       | バーモント州             | 予備選   | 17       | ロムニー     | ポール       | サントラム   |
| 3月6日       | バージニア州             | 予備選   | 49       | ロムニー     | ポール       | -            |
| 3月10日      | カンザス州               | 党員集会 | 40       | サントラム   | ロムニー     | ギングリッチ |
| 3月10日      | グアム（準州）           | 党員集会 | 9        | ロムニー     | -            | -            |
| 3月10日      | 北マリアナ諸島（準州）   | 党員集会 | 9        | ロムニー     | サントラム   | ギングリッチ |
| 3月10日      | ヴァージン諸島（準州）   | 党員集会 | 9        | ロムニー     | ポール       | サントラム   |
| 3月13日      | アラバマ州               | 予備選   | 50       | サントラム   | ギングリッチ | ロムニー     |
| 3月13日      | サモア（準州）           | 党員集会 | 9        | ロムニー     | -            | -            |
| 3月13日      | ハワイ州                 | 党員集会 | 20       | ロムニー     | サントラム   | ポール       |
| 3月13日      | ミシシッピ州             | 予備選   | 40       | サントラム   | ギングリッチ | ロムニー     |
| 3月18日      | プエルトリコ（準州）     | 予備選   | 23       | ロムニー     | サントラム   | ギングリッチ |
| 3月20日      | イリノイ州               | 予備選   | 69       | ロムニー     | サントラム   | ポール       |
| 3月15日-24日 | ミズーリ州               | 党員集会 | 52       | サントラム   | ロムニー     | ポール       |
| 3月24日      | ルイジアナ州             | 予備選   | 46       | サントラム   | ロムニー     | ギングリッチ |
| 4月3日       | メリーランド州           | 予備選   | 37       | ロムニー     | サントラム   | ギングリッチ |
| 4月3日       | ワシントンD.C.（特別区） | 予備選   | 19       | ロムニー     | ポール       | ギングリッチ |
| 4月3日       | ウィスコンシン州         | 予備選   | 42       | ロムニー     | サントラム   | ポール       |
| 4月24日      | コネチカット州           | 予備選   | 28       | ロムニー     | ポール       | ギングリッチ |
| 4月24日      | デラウェア州             | 予備選   | 17       | ロムニー     | ギングリッチ | ポール       |
| 4月24日      | ニューヨーク州           | 予備選   | 95       | ロムニー     | ポール       | ギングリッチ |
| 4月24日      | ペンシルベニア州         | 予備選   | 72       | ロムニー     | サントラム   | ポール       |
| 4月24日      | ロードアイランド州       | 予備選   | 19       | ロムニー     | ポール       | ギングリッチ |
| 5月8日       | インディアナ州           | 予備選   | 46       | ロムニー     | -            | -            |
| 5月8日       | ノースカロライナ州       | 予備選   | 55       | サントラム   | ポール       | ロムニー     |
| 5月8日       | ウェストバージニア州     | 予備選   | 31       | ロムニー     | サントラム   | -            |
| 5月15日      | オレゴン州               | 予備選   | 28       | ロムニー     | ポール       | サントラム   |
| 5月22日      | アーカンソー州           | 予備選   | 36       | ロムニー     | -            | -            |
| 5月22日      | ケンタッキー州           | 予備選   | 45       | ロムニー     | -            | -            |
| 5月29日      | テキサス州               | 予備選   | 155      | ロムニー     | ポール       | サントラム   |
| 6月5日       | カリフォルニア州         | 予備選   | 172      | ロムニー     | -            | -            |
| 6月5日       | ニュージャージー州       | 予備選   | 50       | ロムニー     | -            | -            |
| 6月5日       | ニューメキシコ州         | 予備選   | 23       | ロムニー     | -            | -            |
| 6月5日       | サウスダコタ州           | 予備選   | 28       | ロムニー     | -            | -            |
| 6月1日-10日  | ネブラスカ州             | 党員集会 | 35       | ロムニー     | -            | -            |
| 6月14日-16日 | モンタナ州               | 党員集会 | 26       | ロムニー     | -            | -            |
| 6月26日      | ユタ州                   | 予備選   | 40       | ロムニー     | -            | -            |

## 選挙制度
全米各州で行われる予備選・党員集会を通じて、代議員総数2,286人の獲得を争う。過半数1,144人を獲得した者が勝利となる。
これまでの共和党予備選は、すべての州が「勝者総取り方式」だったが、今回からは得票率に応じた「比例方式」に変更された。比例方式であっても得票率1位の候補に優先的に代議員数が配分される州もあり、細かいルールは州によって異なる。1月から3月までの序盤の予備選では比例方式が採用されるが、4月以降は勝者総取り方式が解禁される。
この結果、候補者の獲得代議員数に差が付きにくくなり、選挙戦が長期化することになった。これは現職のジェラルド・フォード大統領にロナルド・レーガンが挑み決着が党大会までずれ込んだ1976年以来のことになる。バラク・オバマとヒラリー・クリントンが2008年予備選で激闘を演じ、民主党に活力を与えたことが、本選でのオバマ勝利に結び付いたといわれており、共和党側も大統領候補選びを盛り上げようと、予備選の方式を変更した。
一方で「時間と金の無駄遣いであり、オバマ氏を利するだけだ」（マクドネル・バージニア州知事）といった声もある。実際、民主党は現職のオバマ大統領・バイデン副大統領で一本化されており、選挙活動を行っていないため、ほとんど資金を使っていない。
先陣を切って1月3日に党員集会が開催されるアイオワ州は全米の注目を集める。代議員数は少ないものの、レース全体に与える影響は大きく、各候補が精力を注ぎ込む。また、10州で選挙が行われる3月6日は「スーパーチューズデー」と呼ばれ、予備選の行方を左右する。ただし、前回2008年の予備選挙では20州による大規模選挙だったが、今回はレース全体のバランスを考慮して10州に減らされた。そのほか、大票田であるニューヨーク州やカリフォルニア州、テキサス州などが終盤のヤマ場となる。

## 争点
全米各地の集会所やテレビ番組を通じて討論会が開催され、様々なテーマで議論が繰り広げられる。ただし、相手の揚げ足を取ったり、誹謗中傷を繰り広げる中傷合戦が多く見られる。また、そのときに支持率トップの候補者に対して集中攻撃を浴びせる場面が多い。このことに関しては共和党内や支持者からも「しこりが残る」との不安の声が聞かれる。

### 対オバマ政権
民主党のオバマ政権からの政権奪回は、全候補者の一致した目標である。共和党はオバマ政権の政策を「大きな政府」「社会主義」だと批判している。オバマ政権は弱者・中間層優遇の政策を打ち出しており、富裕層寄りの立場を採る共和党と対峙している。特に「オバマケア」と呼ばれる医療保険制度改革は激しい対立となっている。

### 雇用・経済
今回の大統領選について、世論調査では雇用・経済対策を最も重視するという人が多い。リーマン・ショック以降の金融危機により長く低迷するアメリカ経済をどう立て直すかが大きな争点となっている。アメリカ国民のオバマ政権の経済運営に対する評価は、ほとんどの世論調査で不支持が上回っている。
伝統的な共和党の経済政策としては、政府による市場への介入を減らし、民間による自由競争を活性化させることである。また、富裕層への優遇にも重きが置かれる。一方で「ウォール街を占拠せよ」運動にも見られるように、アメリカ社会では低所得者層による反発が表面化している。富裕層からの支持を取り付けつつ、低所得者層にも配慮するという難しい選択を迫られている。
この点について、かつてロムニーが投資会社を経営していた時代に「投資先を倒産させ、多くの雇用を喪失した」として他候補から攻撃に晒された。また、全米屈指の高額所得者であるロムニーに庶民の気持ちが分かるのか、といった声もある。ウォール街を中心とした金融機関からの献金でもロムニーが突出している。

### 外交・安全保障
オバマ政権でイラク戦争が終結したこともあり、2008年の大統領選とは打って変わり、軍事政策が主要なテーマに挙がることは少ない。アフガニスタン戦争に関しても、各候補ともに撤退もしくは縮小の立場を採っている。これは膨大な軍事費用と人的消耗に対する国民的な疲弊感の表れとも言える。
一方、議員歴のないハーマン・ケインは外交政策の無知ぶりを露見し、指名争いから脱落することとなった。ロン・ポールは「海外駐留軍隊の即時全面撤退」という大胆な公約を掲げており、在日米軍のあり方にも大きな影響を及ぼしかねない。

### 宗教的価値観
これは共和党の大統領候補を選ぶ際に毎回主要なテーマとして取り上げられることであり、今回も宗教保守層の支持を取り込もうと各候補が躍起になっている。人工妊娠中絶、避妊、同性婚、移民政策、家族のあり方などが挙げられ、強硬姿勢を示す候補ほど支持される。近年、宗教保守層の影響力はますます高まってきており、共和党予備選挙はかつてない「保守らしさ」を争う選挙になっている。
この点において、本命候補のロムニーがモルモン教徒であるという点が大きなネックとなっている。リベラル寄りのロムニーの政策に反対するティーパーティーを始めとする保守派は「アンチ・ロムニー運動」を展開。当初はバックマンやペリーを支援していたが、候補者の一本化の失敗により得票が分散する結果となった。この事態を受けて1月14日にキリスト教右派を中心とした保守系団体は、支持候補をリック・サントラムに一本化した。それでも、ニュート・ギングリッチ、ロン・ポールに一定の票が入っている。

## 選挙戦の流れ
注目の初戦となる1月3日のアイオワ州は、ロムニーとサントラムの大接戦となった。当初は8票差でロムニー勝利と伝えられたが、その後の再集計で34票差でサントラム勝利に覆された。伏兵サントラムの健闘は驚きをもって迎えられた。一方、同州で6位（得票率5%）に終わったバックマンは、選挙戦からの撤退を表明した。
続くニューハンプシャー州はロムニー、サウスカロライナ州はギングリッチが制するという混戦模様に。また、撤退を表明したハンツマンがロムニー支持、ペリーがギングリッチ支持を打ち出した。この他にも、候補者の一人だったハーマン・ケインがギングリッチ支持、ドナルド・トランプがロムニー支持を表明するなど、ロムニーとギングリッチの2人を軸に今後の選挙戦が展開されると予想された。
世論調査で「ギングリッチ優位」という結果も出始めたが、フロリダ・ネバダ両州をロムニーが制し、再び流れを引き寄せる。ところが、2月7日のコロラド・ミネソタ・ミズーリの3州はすべてサントラムが勝利するという予想外の結果となり、全米メディアにも衝撃を与えた。これは保守層からロムニーに対する不満の表れと受け止められた。
一気にサントラムに流れが傾き、支持率でもサントラムが優位に立つことが多くなってきたが、その後の各州では大量の資金を注ぎ込んだロムニーが立て続けに勝利。ただ、サントラムも必死に食い下がり、得票率で大きな差をつけることは出来ず、獲得代議員数でも差は広がっていない。
迎えた3月6日の「スーパーチューズデー」では10州で予備選・党員集会が行われ、ロムニーが6勝、サントラムが3勝、ギングリッチが1勝という結果となった。10州の代議員419人のうち、ロムニーが約220人、サントラムが約90人、ギングリッチが約70人、ポールが約20人を獲得した。過半数を制したロムニーが優位に立つ展開となった。保守票の分散による共倒れを懸念したサントラム陣営が、ギングリッチ陣営に対して「予備選からの撤退」を求めたが、ギングリッチ側がこれを拒否。当面は4人による争いが継続されることとなった。
続く3月10日の4州の党員集会では、保守地盤のカンザス州でサントラムが圧勝。しかし、グアム・北マリアナ諸島・ヴァージン諸島の3区は手堅くロムニーが抑え、代議員数でほとんど差は付かなかった。3月13日のアラバマ・ミシシッピの南部2州では、サントラム・ギングリッチ・ロムニーが得票率30%前後で争う接戦となり、僅差で2州ともサントラムが制した。同日のハワイ州とサモアではロムニーが勝利したため、ここでも代議員数での差は付かなかった。3月18日のプエルトリコの党員集会では、ロムニーが得票率80%を超えて圧勝し、獲得代議員数を500人に乗せた。
3月20日の大票田・イリノイ州（オバマ大統領の本拠地）ではロムニーが快勝。続く南部・ルイジアナ州ではサントラムが圧勝したが、ロムニー優位の情勢は変わっていない。また、共和党内からは長期戦による分裂を避けるため、早期決着を求める声が強まってきている。ジョージ・H・W・ブッシュ元大統領やマルコ・ルビオ上院議員など共和党の実力者が相次いでロムニー支持を表明し、候補者一本化を求めた。
4月3日のメリーランド州・ウィスコンシン州・ワシントンD.C.の3戦すべてでロムニーが完勝し、指名獲得に弾みをつけた。
4月10日、サントラムが選挙戦からの撤退を表明した。
5月2日、ギングリッチが選挙戦からの撤退を表明した。

## スーパーPAC
2010年に出された複数の判決によって、選挙における候補者と直接関係のない政治団体への献金には規制を設けてはならないとの判断が下された。これにより個人献金はもちろん企業・団体献金を大量に集める勝手連的な政治団体の存在感が増し「スーパーPAC」と呼ばれるようになった。
2012年アメリカ合衆国大統領共和党予備選挙は、スーパーPACが大規模に活動する初の大統領選挙となった。候補者間、特にロムニーを支持するRestore Our Futureとギングリッチを支持するWinning Our FutureがテレビCMを利用して激しいネガティブ・キャンペーンを繰り広げている。